# Ava (phim 2020)
Ava là một bộ phim hành động giật gân của Mỹ năm 2020 do Tate Taylor đạo diễn và Matthew Newton viết kịch bản. Phim có sự tham gia của Jessica Chastain, John Malkovich, Common, Geena Davis, Colin Farrell, Ioan Gruffudd và Trần Xung.
Ava được phát hành tại Hungary vào ngày 2 tháng 7 năm 2020 và tại Hoa Kỳ được phát hành thông qua DirecTV Cinema vào ngày 27 tháng 8 năm 2020. Mặc dù diễn xuất của Chastain nhận rất nhiều lời khen ngợi thế nhưng bộ phim này lại vấp phải nhiều những đánh giá tiêu cực.

## Diễn viên
- Jessica Chastain trong vai Ava Faulkner
- John Malkovich trong vai Duke
- Common trong vai chồng cũ của Ava và là chồng chưa cưới của Judy
- Colin Farrell trong vai Simon
- Geena Davis trong vai Bobbi, mẹ của Ava
- Jess Weixler trong vai Judy, em gái của Ava
- Diana Silvers trong vai Camille, con gái của Simon
- Trần Xung trong vai Toni
- Ioan Gruffudd trong vai Peter Hamilton, cố vấn tài chính cho Quỹ Tiền tệ Quốc tế

## Phát hành
Ava bắt đầu được công chiếu trực tuyến trên Netflix vào ngày 6 tháng 12 năm 2020. Đây là bộ phim được xem nhiều thứ ba trên trang web vào ngày đầu tiên phát hành và về nhất trong ngày thứ hai. Ava tiếp tục trở thành bộ phim được xem nhiều nhất trong tuần đầu tiên ra mắt.